# Vol en droit pénal belge
Pour les autres articles nationaux ou selon les autres juridictions, voir Vol (droit).
En droit belge, le vol est la soustraction frauduleuse du bien d'autrui. 
- Il est dit « vol simple » quand il n'est accompagné d'aucune circonstance aggravante.
- Il est dit « vol qualifié » quand il s'accompagne d'une des circonstances aggravantes suivantes : effraction, escalade, usage de fausses clés, violences ou menaces. Il est alors plus sévèrement puni.

Le vol commis à l'aide de violences ou de menaces est encore plus sévèrement puni s'il est commis la nuit ou en bande ou à l'aide d'une arme (ou d'un objet ressemblant à une arme), s'il est fait usage d'un véhicule volé ou s'il est fait usage de l'uniforme, des insignes ou d'un véhicule de police. Quand le vol commis à l'aide de menaces a consisté à se faire remettre un objet, sous la contrainte, on parle alors d'une « extorsion ». 
Il existe aussi un type particulier de vol appelé « vol domestique » quand il est commis par une personne au détriment de son employeur ou d'un client de son employeur. 
En droit belge, il n'y a pas de vol au sens pénal entre époux ou entre ascendants et descendants. Ceux-ci « ne donneront lieu qu'à des réparations civiles. » (art. 462 du code pénal)